# Patrik Schick
Patrik Schick (n. 24 ianuarie 1996) este un fotbalist profesionist ceh care joacă pe postul de atacant pentru Bayer Leverkusen  împrumutat de clubul italian, AS Roma și echipa națională a Cehiei.

## Cariera pe echipe

### Sparta Praga
El a debutat în campionat pentru Sparta Praga la 3 mai 2014, într-un meci din deplasare câștigat cu 3-1 la Teplice. El a fost împrumutat la Bohemians 1905 în 2015.

### Sampdoria
Schick a semnat un contract Sampdoria în iunie 2016, suma de transfer fiind de 4 milioane de euro. În primul său sezon din Italia, a jucat în 32 de meciuri și a marcat 11 goluri pentru Sampdoria. El a refuzat să-și prelungească contractul în mai 2017, așteptând un transfer la un alt club. În iunie 2017, Juventus a dorit să activeze clauza de reziliere de 30 de milioane de euro din contractul lui Schick. Schick nu a trecut testele medicale în două rânduri astfel că Juventus a renunțat pe 18 iulie să-l mai aducă.

### AS Roma
Pe 29 august 2017, Schick a ajuns la AS Roma sub formă de împrumut, echipa din capitala Italiei plătind pentru împrumutul lui 5 milioane de euro. Echipa era obligată să-l cumpere cu 9 milioane de euro, plus opt milioane în bonusuri, dacă AS Roma și jucătorul își îndeplineau anumite obiective. Mai mult, dacă Shick ar fi fost vândut de AS Roma înainte de 1 februarie 2020, Sampdoria ar fi primit 20 de milioane de euro sau 50% din suma de transfer, în funcție de care sumă de transfer ar fi fost mai mare. Cu toate acestea, Sampdoria va primi 20 de milioane de euro în februarie 2020 dacă Schick nu va fi vândut până la închiderea perioadei de transferuri din ianuarie. Incluzând toate bonusurile posibile, suma de transfer ar putea ajunge la 42 de milioane de euro, sumă care ar depăși-o pe cea record pentru Roma de 36 de milioane de euro plătită pentru Gabriel Batistuta.

## Stil de joc
Considerat ca fiind un tânăr jucător promițător în mass-media, Schick este un jucător înalt si puternic fizic, și totodată un stângaci puternic și elegant, cu simțul porții bine dezvoltat. Deși el joacă de obicei într-un rol central ca vârf împins, el poate, de asemenea, să joace ca vârf retras, sau ca extremă dreapta. Un jucător rapid, puternic, muncitor și agil, el este cunoscut pentru capacitatea sa de a-și folosi corpul pentru a ține mingea cu spatele la poartă, dar are, de asemenea, o tehnică și un dribling bun, făcând bine legătura între linii, lucru care îi permite să joace mingea din prima, să participe la construirea fazelor de atac și să ofere pase de gol coechipierilor. El este, de asemenea, bun în jocul aerian și este capabil să marcheze goluri cu capul.

## Statistici privind cariera

### Club
Din 13 aprilie 2019.
| Club                     | Sezon         | Campionat       | Campionat | Campionat | Cupă    | Cupă   | Europa  | Europa | Altele  | Altele | Total   | Total  |
| Club                     | Sezon         | Divizie         | Meciuri   | Goluri    | Meciuri | Goluri | Meciuri | Goluri | Meciuri | Goluri | Meciuri | Goluri |
| ------------------------ | ------------- | --------------- | --------- | --------- | ------- | ------ | ------- | ------ | ------- | ------ | ------- | ------ |
| Sparta Praga             | 2013-2014     | Prima Liga Cehă | 2         | 0         | 1       | 0      | 0       | 0      | -       | -      | 3       | 0      |
| Sparta Praga             | 2014-2015     | Prima Liga Cehă | 2         | 0         | 3       | 1      | 2       | 0      | 0       | 0      | 7       | 1      |
| Sparta Praga             | Total         | Total           | 4         | 0         | 4       | 1      | 2       | 0      | 0       | 0      | 10      | 1      |
| Bohemian 1905 (împrumut) | 2015-2016     | Prima Liga Cehă | 27        | 8         | 1       | 0      | -       | -      | -       | -      | 28      | 8      |
| Sampdoria                | 2016-2017     | Serie A         | 32        | 11        | 3       | 2      | -       | -      | -       | -      | 35      | 13     |
| AS Roma                  | 2017-2018     | Serie A         | 22        | 2         | 1       | 1      | 3       | 0      | -       | -      | 26      | 3      |
| AS Roma                  | 2018-2019     | Serie A         | 22        | 3         | 2       | 2      | 6       | 0      | -       | -      | 30      | 5      |
| AS Roma                  | Total         | Total           | 44        | 5         | 3       | 3      | 9       | 0      | 0       | 0      | 56      | 8      |
| Total carieră            | Total carieră | Total carieră   | 107       | 24        | 11      | 6      | 10      | 0      | 0       | 0      | 129     | 30     |

## Titluri

### Club
Sparta Praga
- Prima Liga din Cehia: 2013-2014
- Cupa Cehiei: 2013-2014
- Supercupa Cehiei: 2014